# Genèse (roman, 1996)
Pour les articles homonymes, voir Genèse (homonymie).
Genèse est un roman de science-fiction écrit par Peter F. Hamilton, dont l'action se déroule pour la première fois dans l’univers de la Confédération. Le roman original The Reality Dysfunction (Rupture dans le réel en Français) a été découpé en trois volumes dans sa parution française au format poche ; Genèse en constitue le premier tiers.

## Résumé
Les humains ont colonisé de nombreux mondes et ils se sont combattus à travers toute la Galaxie. De nouvelles idées et de nouvelles doctrines ont donné naissance à de nouvelles inventions — voyage interstellaire, terraformation — et à de nouvelles oppositions. Après s’être affrontées, les deux humanités semblent coexister et cohabiter pacifiquement : les Adamistes et les Édénistes.
Les premiers continuent de croire en des religions diverses — chrétiens, musulmans —, les autres pensent avoir transcendé ces croyances et leurs conditions humaines par des améliorations génétiques avancées. Les Adamistes acceptent les améliorations nanoniques et les implants naneuroniques, mais refusent généralement le gène d'affinité, caractéristique des Édénistes et permettant à ces derniers de dialoguer avec leurs créations bioteks — habitats spatiaux et vaisseaux (faucons ou gerfauts) — et d’autres êtres vivants. Grâce à leur affinité, les Édénistes forment une communauté d’esprit et peuvent faire migrer leurs conscience après la mort dans leurs habitats, atteignant une certaine forme d’immortalité.
La Confédération tente de faire respecter la paix dans la Galaxie humaine, aidée d’hommes et de femmes de toutes les parties, ainsi que d’êtres extraterrestres, des xénos, tels que les Thyratcas[réf. nécessaire] ou les Kiints. Divers évènements vont la mettre à mal.
Malgré les bonnes volontés de la Confédération, certains humains continuent les hostilités. Ainsi les colonies humaines des planètes Omuta et Garissa s’affrontent. Alors qu’une mission secrète menée par la physicienne Alkad Mzu de Garissa échappe de peu à une embuscade, les forces d’Omuta détruisent la planète de leurs ennemis.
Dans l’anneau de Ruine, les membres d’une branche honnie du puissant royaume de Kulu ont établi un habitat biotek, Tranquillité, afin d’étudier les traces laissés par les Laymils avant leur disparition et les indices sur la raison de cette extinction, les causes de cet évènement pouvant constituer à nouveau une menace, cette fois pour l’humanité.
Quinn Dexter, un criminel de la Terre et membre d’une secte de type satanique, est déporté sur la nouvelle colonie de Lalonde. Peu à peu, il tisse sa toile sur les autres déportés, utilisés comme main d’œuvre pour les tâches les plus rudes. Il les amène à se retourner contre les colons et à commettre des meurtres, à des fins de vols et de cérémonies. Quinn découvre un Édéniste rebelle, ayant refusé la communauté mentale de ses pairs : Laton. Ce dernier travaille à son propre projet : l’immortalité par transfert de personnalité. Laton est également le responsable de plusieurs meurtres inexpliqués de colons, avant même l’arrivée de Dexter. Après une rencontre entre les deux, Laton tente de manipuler les colons afin d’éliminer Quinn Dexter. Cette tentative se solde par le lynchage de la majorité des déportés, mais Dexter et 5 de ses assistants s’échappent. Alors que ce dernier organisait une cérémonie satanique à l'encontre de Powel Manani, l’envoyé de la Société d’Exploitation de Lalonde, Dexter est investi par une mystérieuse puissance. Devenu possédé, il va pouvoir se déchaîner et mener à bien ses plus noirs desseins…